# 山原健二郎
山原 健二郎（やまはら けんじろう、1920年〈大正9年〉8月11日 - 2004年〈平成16年〉3月8日）は、日本の政治家。
高知県議会議員（2期）、衆議院議員（10期）、日本共産党衆議院議員団長、党議員団総会副会長を歴任。

## 概要
高知県長岡郡本山町出身。
二松學舍専門学校卒。
出征、高知新聞記者を経て中学・高校の国語教師に。
1948年、高知県教育委員に全国最年少で当選（27歳）。
1953年、共産党入党。
1956年からは県教組副委員長、県総評副議長を務め、勤評反対闘争の際に懲戒免職となった。
1963年高知県議当選。
1969年の第32回衆議院議員総選挙で衆院議員に初当選。党衆議院議員団長、党議員団総会副会長を務める。
1980年2月には、党中央委員会の文教部長となり、87年から党中央委員、97年から幹部会委員。
1993年の与野党逆転により衆議院議長選挙で全会一致の慣例が破られた際、共産党の議長候補として立候補した（投票の結果、日本社会党の土井たか子が選出された）。
1996年10月、第41回衆議院議員総選挙において小選挙区（高知1区）で10期目の当選を果たす。
(共産党の小選挙区当選者は山原の他には京都3区の寺前巌のみであり、山原と寺前の2人以外、共産党候補の小選挙区当選議員は2014年の第47回衆議院議員総選挙において沖縄1区の赤嶺政賢まで現れなかった。)
2000年に引退。後継は春名直章。
2004年3月、胃癌のため死去、享年83。
国会では主に文教委員会所属。教育政策を専門とした。議員在任中、高知市内の日曜朝市で議会報告を行った。趣味は和歌。
2006年6月日本共産党国会事務所（高知市上町2丁目）に国会論戦のメモ、短歌や句、絵手紙などを展示する山原健二郎資料室がオープンした。

## 政策
- 選択的夫婦別姓制度導入に賛同。